# Hochrad

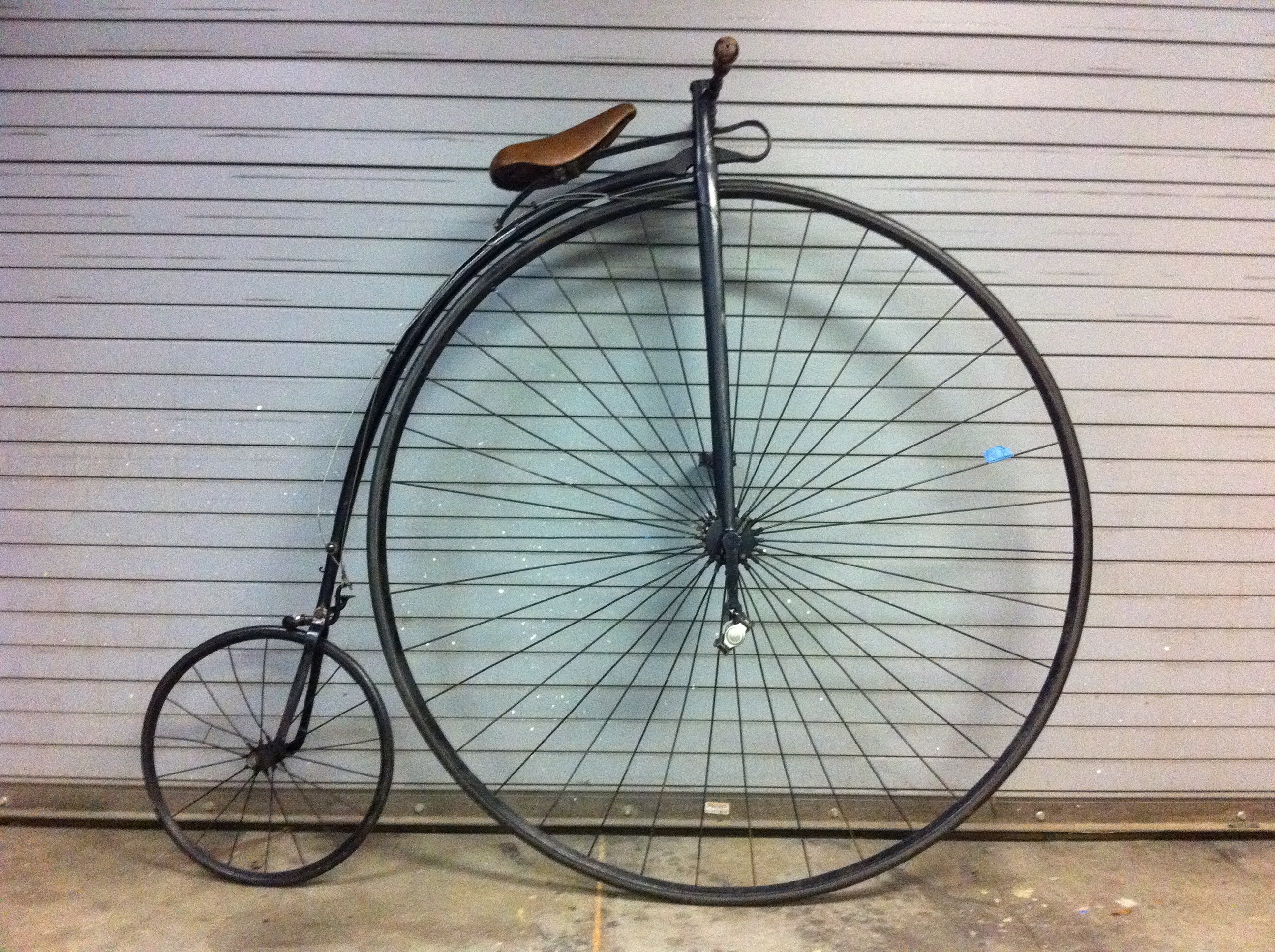
50-Zoll-Ariel-Hochrad oder Ordinary (1874)

Aufbau eines Hochrads, Ende der 1870er Jahre. Bezeichnend ist das besonders große Vorderrad, auf dem die Hauptlast liegt, während das Hinterrad das Gleichgewicht ermöglicht und das Lenken unterstützt.

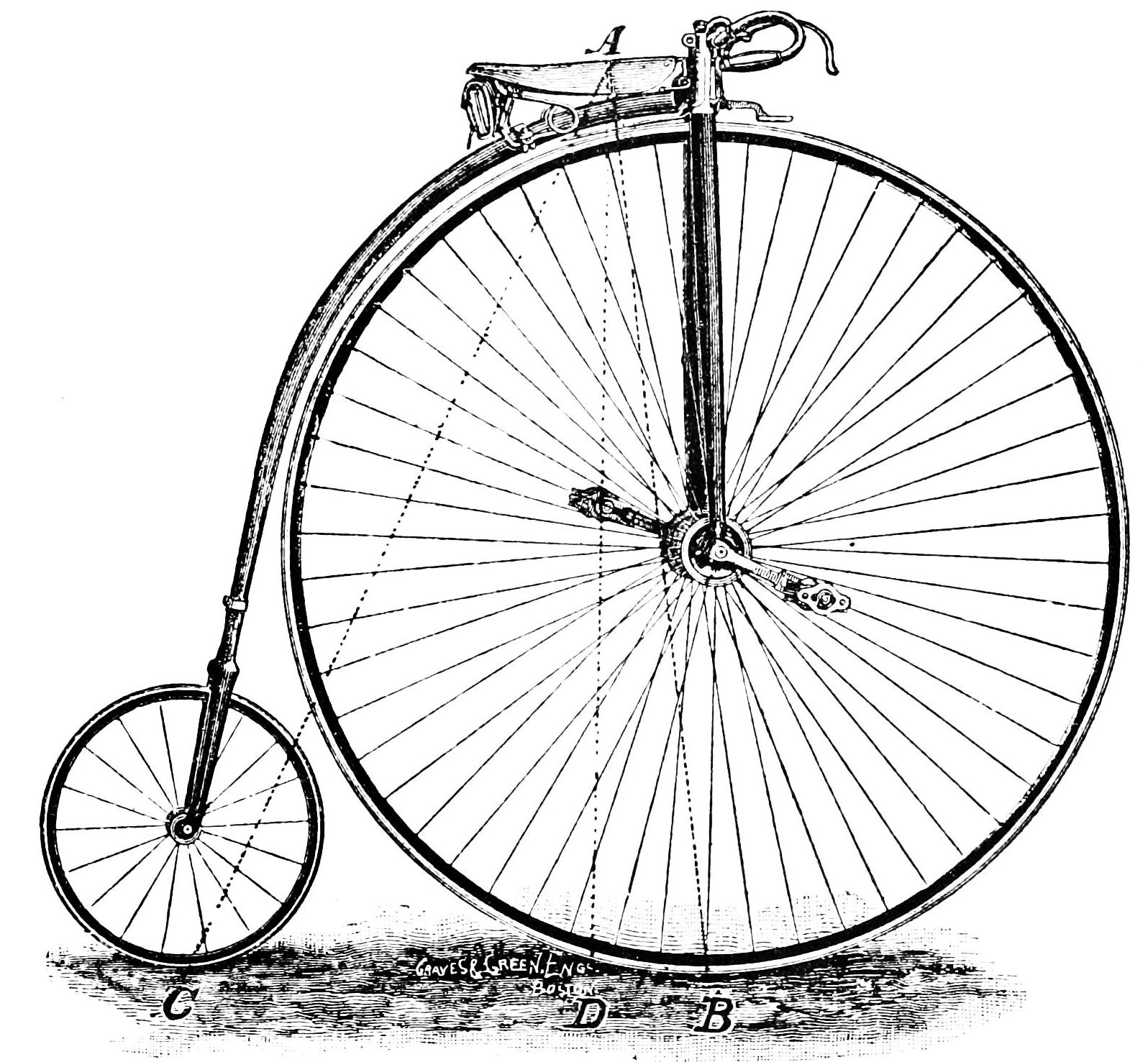
Hochrad mit eingezeichneten Kraftlinien.
AB: Sattel und Aufstandspunkt des Vorderrads
AC: Sattel und Hinterrad
AD: Richtung der Schwerkraft
Da der Aufstandspunkt des Reifens nur wenig vor dem Schwerpunkt liegt, besteht – namentlich bei Bergabfahrt, beim Bremsen oder Anstoß an einem Hindernis – ein hohes Sturzrisiko.

Kopfsturz oder Header beim Hochradfahren

Das Hochrad ist eine Form des Fahrrads, die sich durch eine besondere Größe des Vorderrads auszeichnet und nur mittels der direkt auf der Radachse montierten Pedale bewegt wird. Es wurde aus der ebenfalls tretkurbelbetriebenen Michauline entwickelt. Zwischen 1870 und 1892 wurden etwa 200.000 Hochräder hergestellt. Im englischen Sprachraum hieß das Hochrad Ordinary, erst mit dem Niedergang um 1890 entstand dort der Begriff penny-farthing, da das Größenverhältnis von Vorder- und Hinterrad den Penny- und Farthing-Münzen entsprach.
Die massiven Holzspeichen der Michaulinen wurden beim Hochrad durch dünne Drahtspeichen und der Laufring aus Eisen durch Vollgummi ersetzt. Die auf Zug belasteten Speichen ließen eine Vergrößerung des Vorderrades ohne nennenswerten Gewichtszuwachs zu. Durch den größeren Abrollumfang bei gleicher Pedalkurbeldrehzahl (höhere Entfaltung) und besseren Fahrkomfort konnte sich das Hochrad rasch gegenüber seinem Vorläufer durchsetzen. Der Fahrer rückte durch die Radgröße nach vorne und damit nach oben. Als Nachteile des Hochrads wurden und werden das schwierigere Auf- und Absteigen, die größere Unfallgefahr und die schlimmeren Unfallfolgen wegen der Sitz- und damit Fallhöhe angesehen. In Großbritannien wurde es das Sportgerät und Statussymbol junger, wohlhabender Männer, die auf dem Hochrad auf Augenhöhe mit aristokratischen Reitern waren. Auf dem Kontinent verursachten der Deutsch-Französische Krieg und seine Folgen eine Wirtschaftskrise, welche die weitere Entwicklung des Fahrrads beeinträchtigte. 1885 entstand das Sicherheitsniederrad, welches das Hochrad innerhalb kurzer Zeit zu verdrängen begann.
Im 20. Jahrhundert erhielt das Hochrad den Status eines antiquierten Liebhaberobjekts. Als solches ist es heute noch in Sammlerkreisen von Bedeutung.

## Technik
Hochräder sind typischerweise aus einem großen Vorderrad von 40 bis 60 Zoll (101,6 bis 152,4 cm) Durchmesser und einer mit einem Lenker versehenen Radgabel aufgebaut. Einige zu Demonstrationszwecken gebaute Modelle erreichen allerdings auch Triebraddurchmesser von bis zu 2,50 Metern, weshalb die Pedale über Hebel in Reichweite der Beine gebracht werden müssen. Diese gegenüber frühen Draisinen und Pierre Michaux’ Boneshaker sehr großen Raddurchmesser werden durch dünne Metalldrahtspeichen möglich, die auf Zug und nicht auf Druck belastet und ab 1874 gekreuzt angeordnet werden.
Am Vorderrad ist ein anschmiegender Metallrahmen angelenkt, der oben einen Sattel trägt und hinten unten in einer Gabel ausläuft, die das relativ kleine Hinterrad aufnimmt, dessen Durchmesser durchschnittlich unter 56 Zentimetern (22 Zoll) liegt. Der Antrieb erfolgt über Pedalkurbeln, die direkt an der Vorderradachse angebracht und maximal eine Beinlänge vom Sattel entfernt sind. Geübte Fahrer konnten mit dem Hochrad in einer Stunde 15 bis 20 km zurücklegen; Thomas Stevens kalkulierte 16 km/h auf seiner Weltumrundung. 1887 durchfuhr John Keen mit einem Rennrad von Humber die Strecke von einer Meile (~1,6 km) in 2 Minuten und 30 Sekunden (38,6 km/h).
Der Sattel ist bei Hochrädern nahe am Lenker positioniert und auf einer Feder aufgehängt, die sich über das vordere Endstück des Rahmens spannt, sodass er Stöße abfedern kann. Der Bremsmechanismus beruht meist auf einer an der Vorder-, seltener an der Hintergabel aufgehängten Klotz- oder Löffelbremse, die über den drehbaren Lenker mit Seilzug oder Stempel betätigt wird. Die Bereifung des Hochrads besteht aus Vollgummi, letzte Modelle aus Anfang der 1890er Jahre (u. a. Crypto) haben Luftreifen. Das Gewicht eines klassischen Hochrads mit 52-Zoll-Vorderrad liegt zwischen 16 und 19 kg. Rennexemplare von 1877 wiegen weniger als 14 kg, der Sanspareil-Racer von Andrews (1883) 8,8 kg und der James Ordinary Racer von 1889 sogar nur rund 7 kg.

## Fahrverhalten
Die Größe des Vorderrades ist vor allem wegen des Direktantriebes (fehlender Kettentrieb) notwendig, um schnell fahren zu können. Ein Umlauf der Pedale entspricht einer größeren zurückgelegten Strecke – und damit höhere Geschwindigkeiten. Damit sind einige Nachteile verbunden:

Der Fahrer sitzt damit sehr hoch, was ihm einiges an Geschick abverlangt, bevor er aufsteigen kann. Hochräder besitzen am Hinterende des Rahmens häufig eine Trittraste, auf die ein Fuß gestellt werden kann, während man sich mit dem anderen Fuß abstößt, sich dann auf den Sattel schwingt und dabei die Trägheit des anfahrenden Fahrrads ausnutzt. Die hohe Sitzposition und der kurze Radstand führt zu einem hohen Schwerpunkt, verbunden mit großer Kippgefahr in Fahrtrichtung. Der Schwerpunkt von Fahrer und Gefährt ist nahe am Aufstandspunkt des Vorderrades. Fährt das Vorderrad auf ein Hindernis, bewegen sich Rahmen und Fahrer durch die Trägheit ihrer Masse über den Aufstandspunkt hinaus nach vorn und der Fahrer stürzt eventuell aus der großen Höhe des Sattels mit dem Kopf voran (header) auf die Straße, wenn er nicht rechtzeitig abspringen kann.
Hochräder haben in der Regel keinen Freilaufmechanismus, d. h. die Pedale drehen sich stetig mit (Ewigtreter, siehe: starrer Gang). Das ist vor allem dann ein Problem, wenn die Strecke abschüssig ist und sich die Pedale starr mitdrehen. Um zu verhindern, dass sich die Füße in den Pedalen verfangen und der Fahrer stürzt, spreizen Hochradfahrer auf Gefällen deshalb die Beine ab. Geübte Fahrer werfen die Beine über den Lenker und können auf diese Weise auch größere Strecken bequem bergab zurücklegen. Viele Lenker weisen aus diesem Grund eine Schnurrbartform auf, bei der die Lenkstange links und rechts Vertiefungen für die Beine hat.
Gebremst wird das Gefährt, indem der Fahrer das jeweils hintenliegende Pedal belastet, die Reibungsbremse(n) betätigt und zugleich auf dem Sattel nach hinten rückt, um hierzu seinen Schwerpunkt zu verlagern.

## Geschichte

### Von der Draisine zumBoneshaker

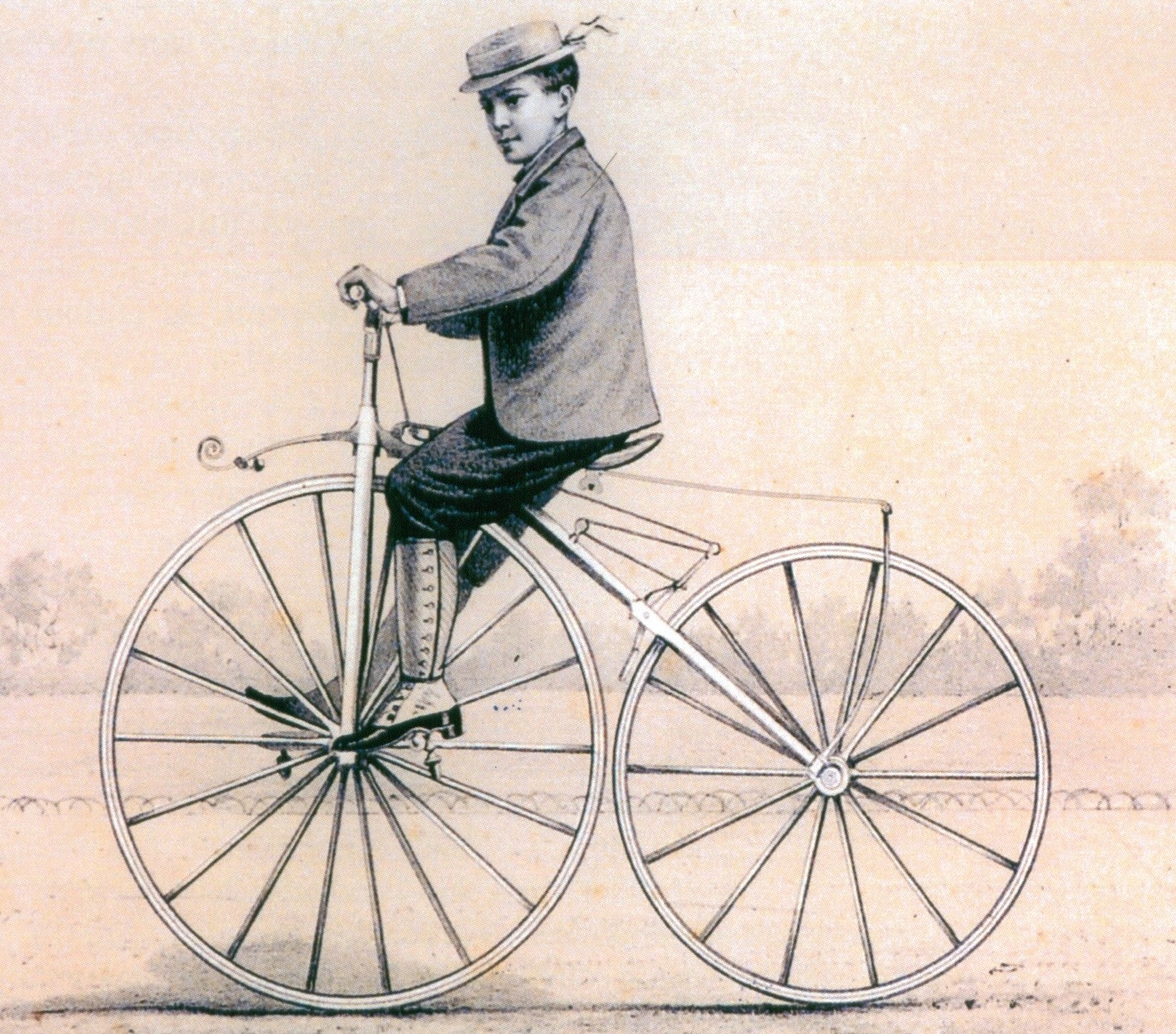
Die von Pierre Michaux produzierte Michauline verhalf dem Fahrrad zum Durchbruch als Sportgerät, auch wenn er nicht die erste Weiterentwicklung der Draisine war. Er litt aber vor allem unter mangelnder Federung und unerwünschter Auslenkung des Vorderrads durch das Treten der Pedale.

1817 entwarf und baute der Badener Karl von Drais eine lenkbare Laufmaschine, die auf schnelle Fortbewegung zu Fuß ausgelegt war und über ein lenkbares Vorderrad verfügte.
Während dieser Draisine in den deutschen Staaten nur ein kurzer Erfolg vergönnt war, hatte von Drais’ Gerät als „Hobbyhorse“ in angelsächsischen Ländern größeren Erfolg. In Großbritannien und den USA eröffneten „Reitschulen“, die den Umgang mit der Draisine lehrten. Frühe Konstruktionen eines Hinterradantriebs mittels Pedalen und Hebeln durch Kirkpatrick Macmillan blieben weitgehend unbekannt.
Die häufigste Form der Problemlösung bestand in einem Pedalantrieb des Vorderrads durch Füße. Sie kam gegen Mitte der 1840er Jahre vermehrt auf und setzte sich bis Anfang der 1860er Jahre als häufigste Konstruktion durch. Zum Durchbruch verhalf erst der Kutschenschmied Pierre Michaux, der in den 1860er Jahren ein modifiziertes Laufrad mit Tretkurbeln am Vorderrad, die Michauline, entwickelte. Dessen Rahmen bestand aus Holz, später aus Eisen; der Sattel war auf einer Blattfeder aufgehängt, die sich vom Vorderrad bis zum hierzu verkleinerten Hinterrad spannte.
Michaux war nicht der einzige und auch nicht der erste Urheber solcher Neuerungen, er hatte aber als einziger Fahrradkonstrukteur in Europa damit nennenswerten Erfolg. Die Hanlon Brothers, eine englische Artistentruppe, übernahmen 1869 in den Vereinigten Staaten eine von Michaux’ Ex-Mitarbeiter Pierre Lallement übernommene Konstruktion und versahen diese mit Schutzblechen, handbedienbarer Vorderradbremse und Vollgummireifen.
Michaux konnte in Frankreich derweil ein enormes Wachstum seiner Fahrradmanufaktur verzeichnen. Sie produzierte 1865 400 Fahrräder, überwiegend als Freizeitobjekt für wohlhabende Männer der gehobenen Bürgerschicht und Aristokratie. Mit der Weltausstellung 1867 in Paris bot sich ihm eine Bühne, die seine Produkte auch in England und den deutschen Staaten populär machte. Nach wie vor war Michaux’ Boneshaker aber mit vielen alten und neuen Unannehmlichkeiten behaftet. Dazu zählte neben der nach wie vor ungenügenden Federung die ständige Auslenkung des Vorderrads beim Treten der Pedale, die das Gefährt hin und her schlingern ließ, wenn der Fahrer nicht mit großem Kraftaufwand am Lenker gegensteuerte.
Mit dem Deutsch-Französischen Krieg kam die Entwicklung des Fahrrads in Kontinentaleuropa abrupt zum Erliegen: Das Zielpublikum von Michaux’ Rad wurde zum Militärdienst eingezogen und Eisen und Stahl wurden für die Kriegsmaschinerie benötigt.

### Hochrad oder Ordinary

Ordinary (1873)

Lediglich in England erfreute sich der Boneshaker ungebrochener Beliebtheit. Dort verlegten sich viele Industriebetriebe, deren Exporte durch den Deutsch-Französischen Krieg weggebrochen waren, auf die Produktion der neuartigen Fahrräder. Zum Zentrum der Fahrradfertigung wurde Coventry, wo der Michauxsche Boneshaker schon bald viele Veränderungen erfuhr: Die ursprünglichen massiven Holzspeichen wurden durch dünne Drahtspeichen und der Eisenring durch Vollgummi ersetzt. Durch die auf Zug belasteten Speichen konnte nun ohne nennenswerten Gewichtszuwachs das Vorderrad vergrößert werden. Der Ingenieur James Starley, der für den britischen Marktführer Coventry Machinists Co., Ltd. arbeitete, patentierte mit seinem Kollegen William Hillman am 11. August 1870 das epochale Fahrradmodell Ariel, das erste „Ganzmetallfahrrad“, das 1871 auf den Markt kam. William Grout entwickelte 1871 für das Modell Grout Tension Bicycle bereits Gabelrohre, die das Gewicht reduzierten.
1877 gab es in England neun Hochradhersteller, die 51 verschiedene Hochradmodelle anboten; die drei größten Anbieter stellten mit 400 Arbeitern zwischen 250 und 280 Hochräder in der Woche her.
Auch als James Starley 1885 das Sicherheitsniederrad entwickelte, hielt sich das Hochrad als das populärste Rad, obwohl es schon früher Vorstöße in Richtung Niederrad gab. Mit der Patentierung des Luftreifens am 7. Dezember 1888 durch den schottischen Tierarzt John Boyd Dunlop begann eine neue Ära der Fahrradbereifung. 1889 waren unter 94 englischen Fahrradmodellen nur noch zwei Hochräder zu finden, dagegen schon fünf Damenräder. Hochräder wurden noch bis 1892 hergestellt. Der letzte Vorteil des Hochrads, die bessere Abrollqualität, konnte mit Luftreifen auch mit kleineren Laufrädern erreicht werden.
Heutzutage werden Hochräder wieder hergestellt. Sie dienen meistens als Blickfang auf Festen und Veranstaltungen oder als Hobby.

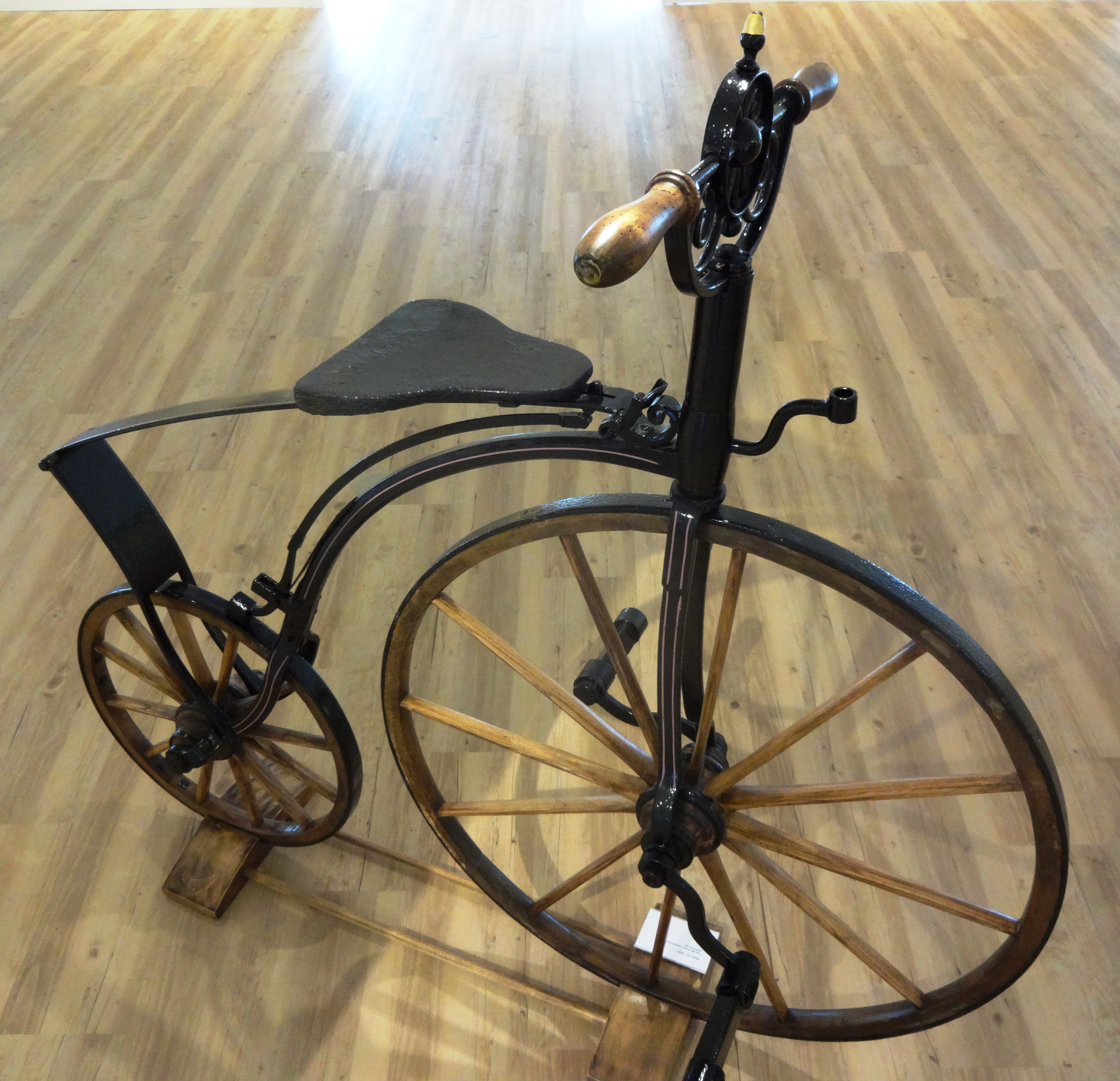
Michaux (1870)
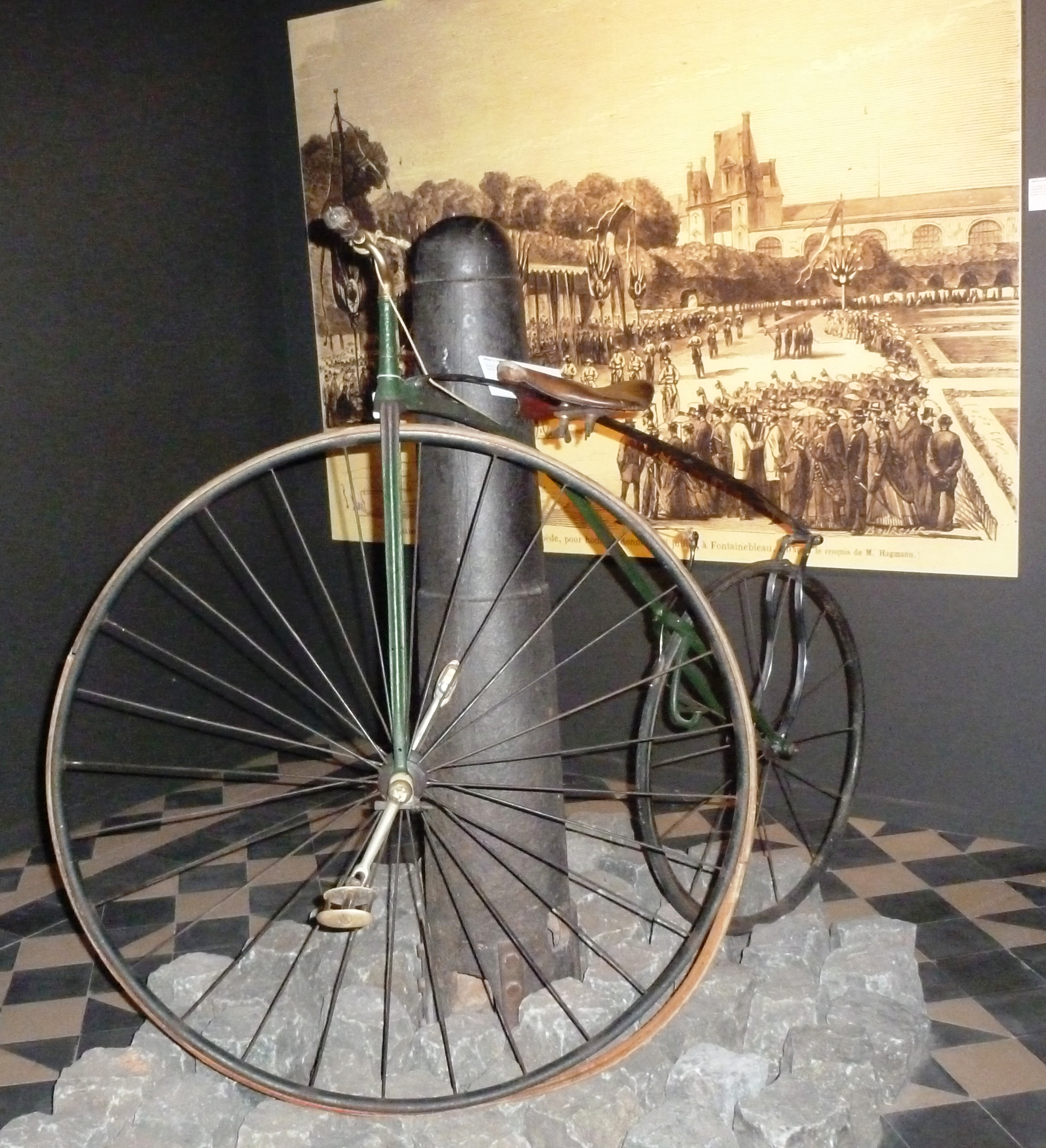
Michaux-Meyer (1870)
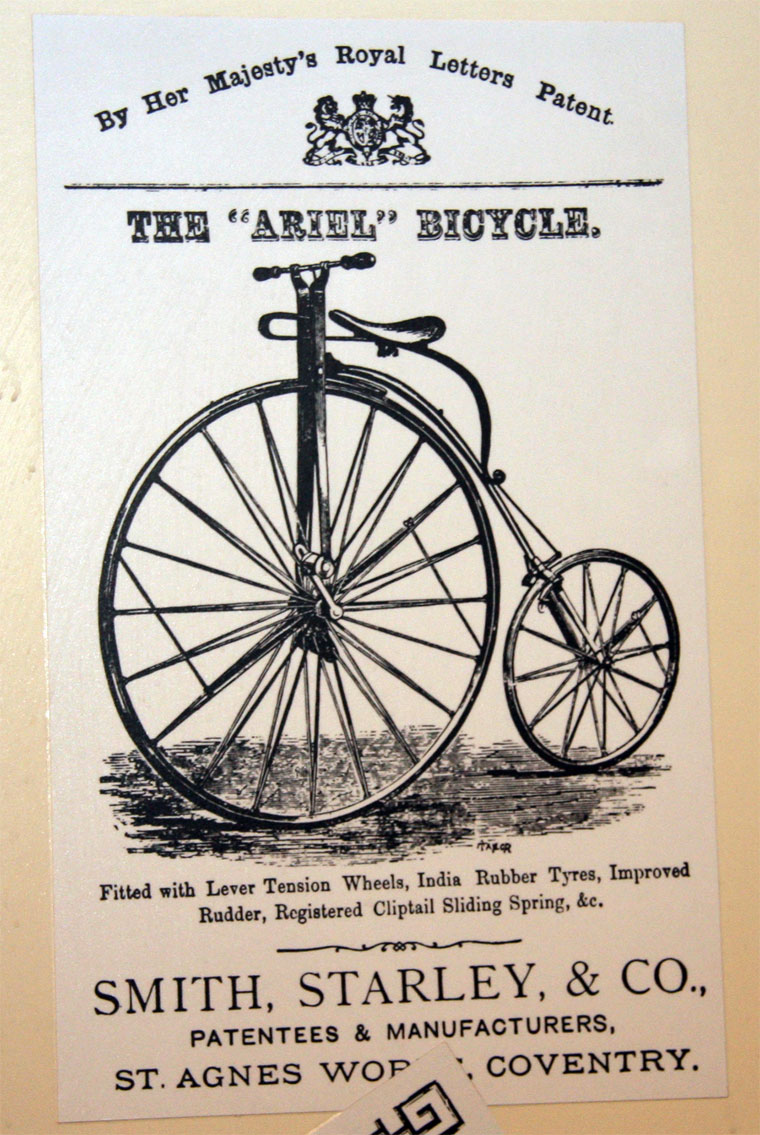
Ariel (1871)
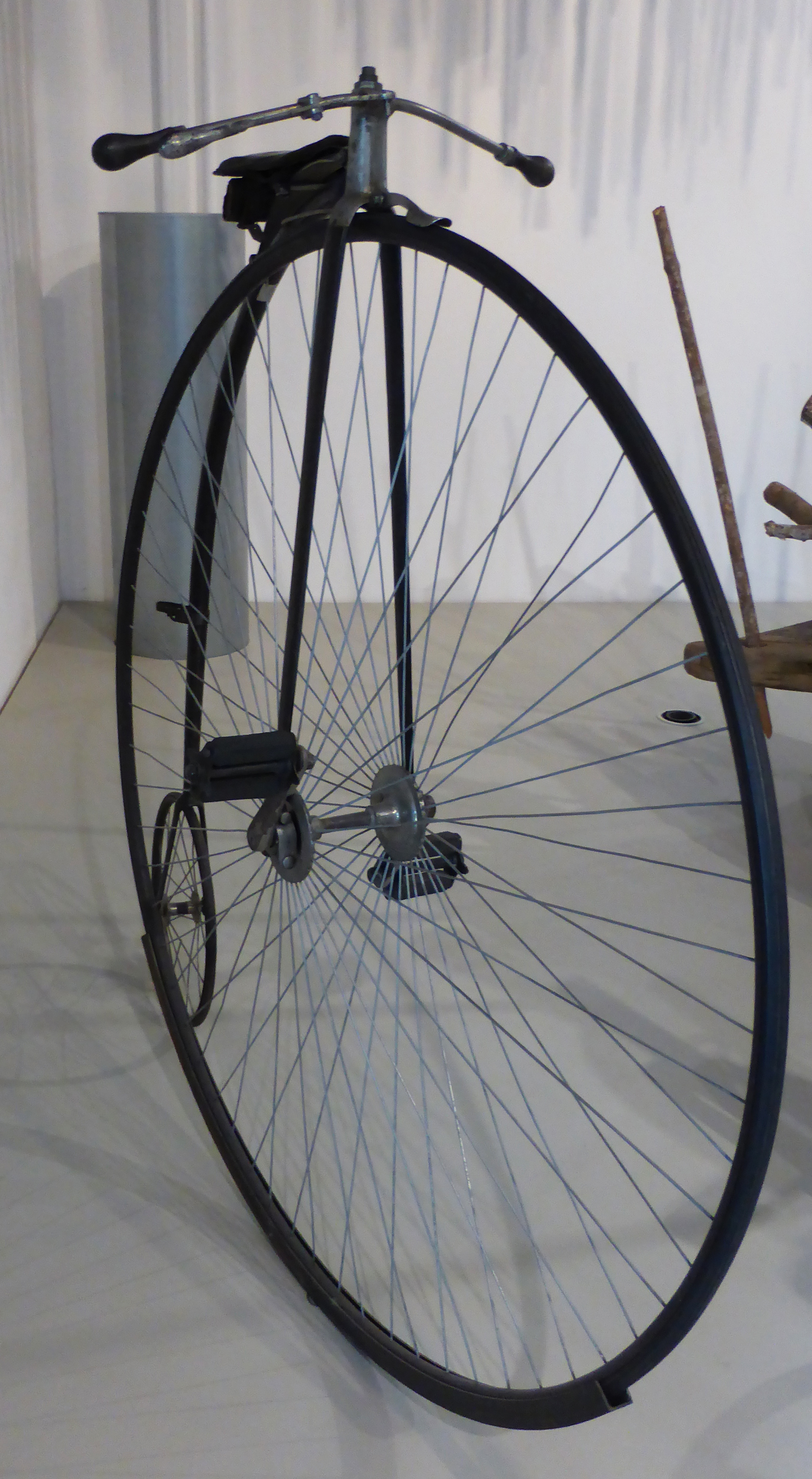
Rudge (1877)
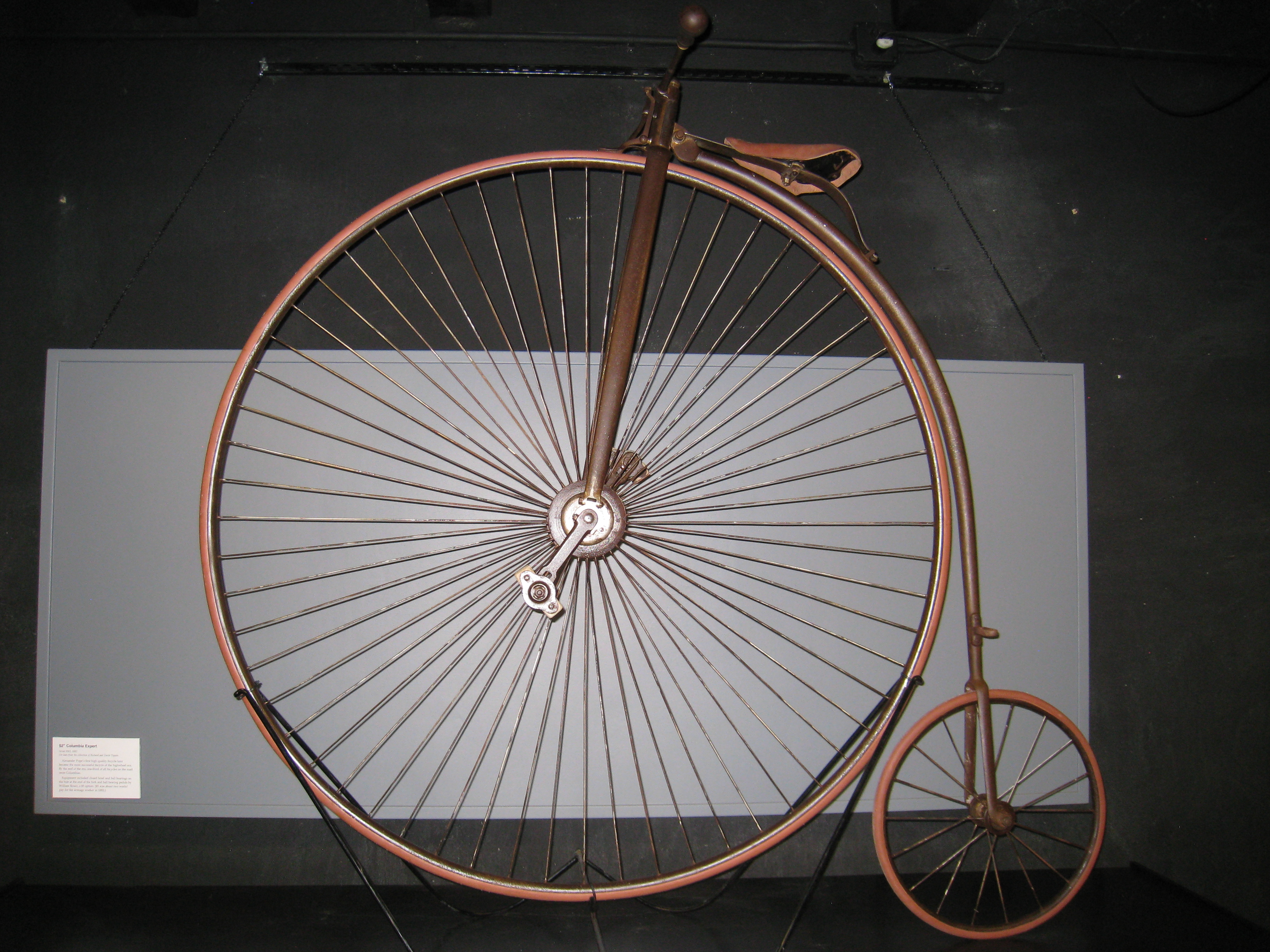
Columbia (1882)
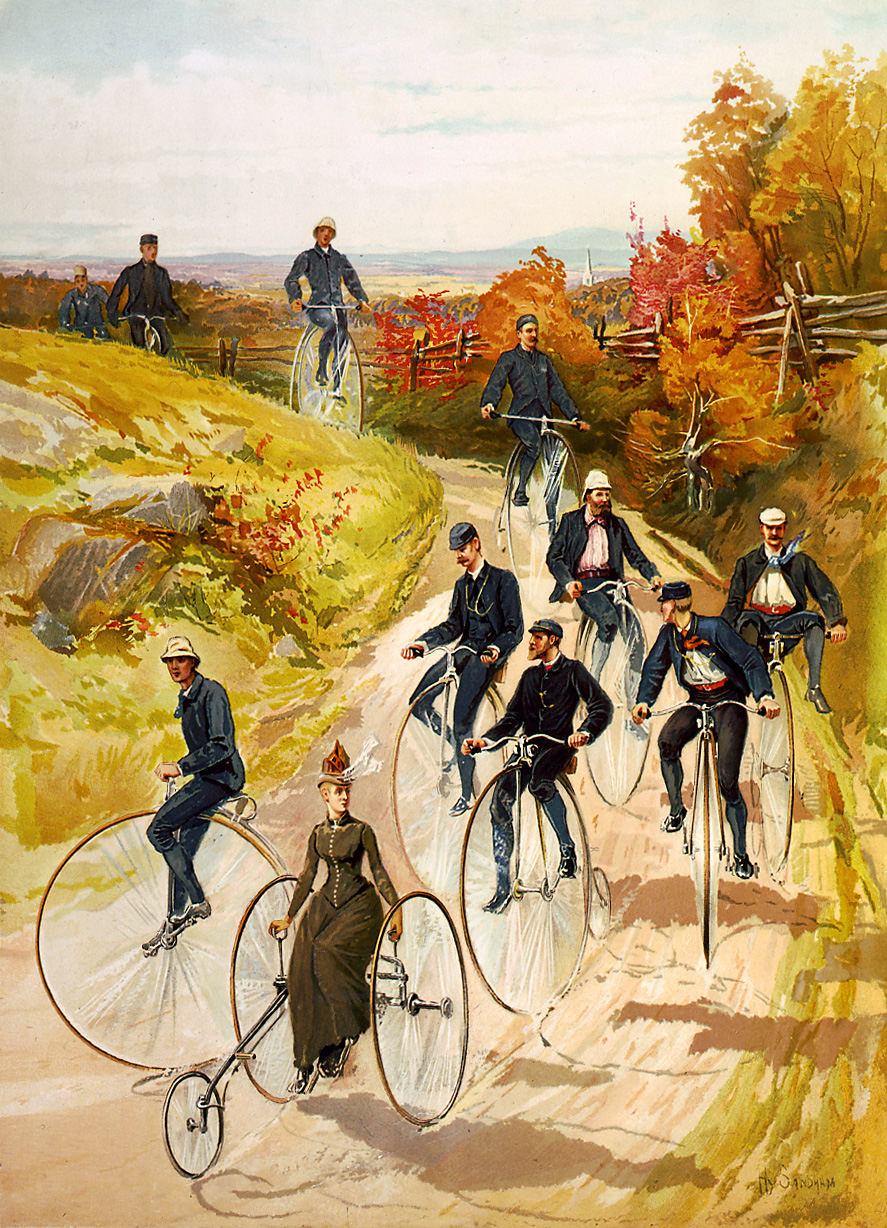
Hochräder (1887)
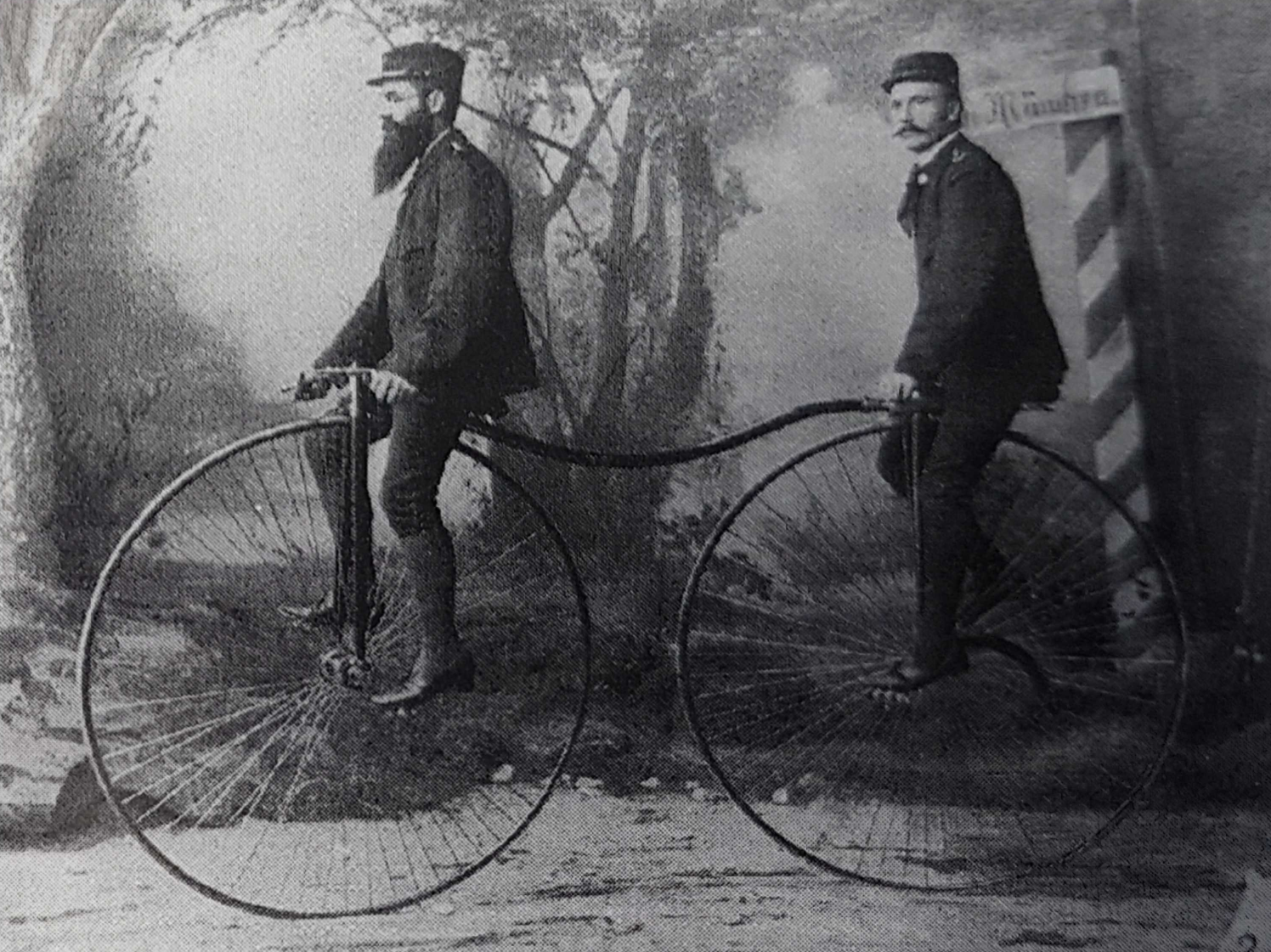
Jean Strobel und Carl Wassenegger auf dem Hochradtandem (1890)
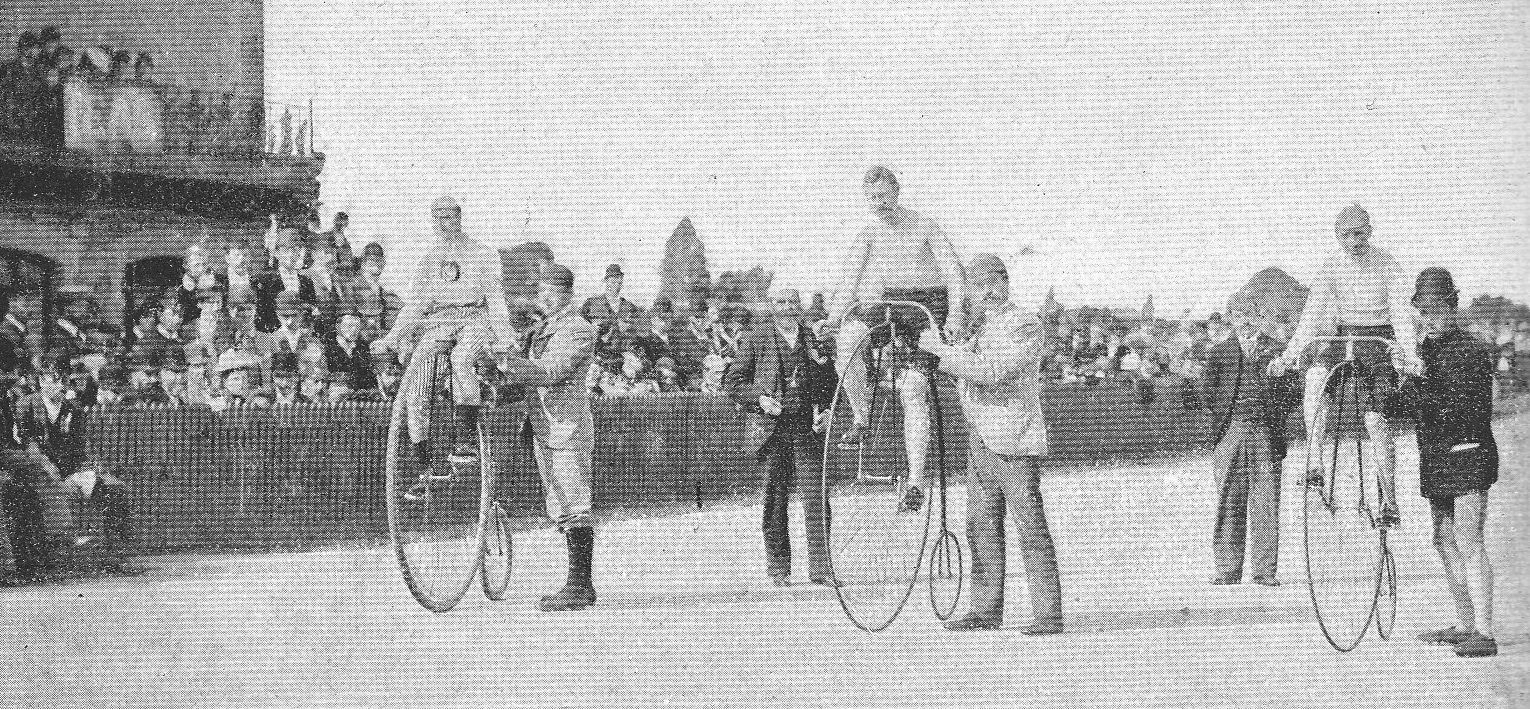
Englische Hochradmeisterschaft (1891)
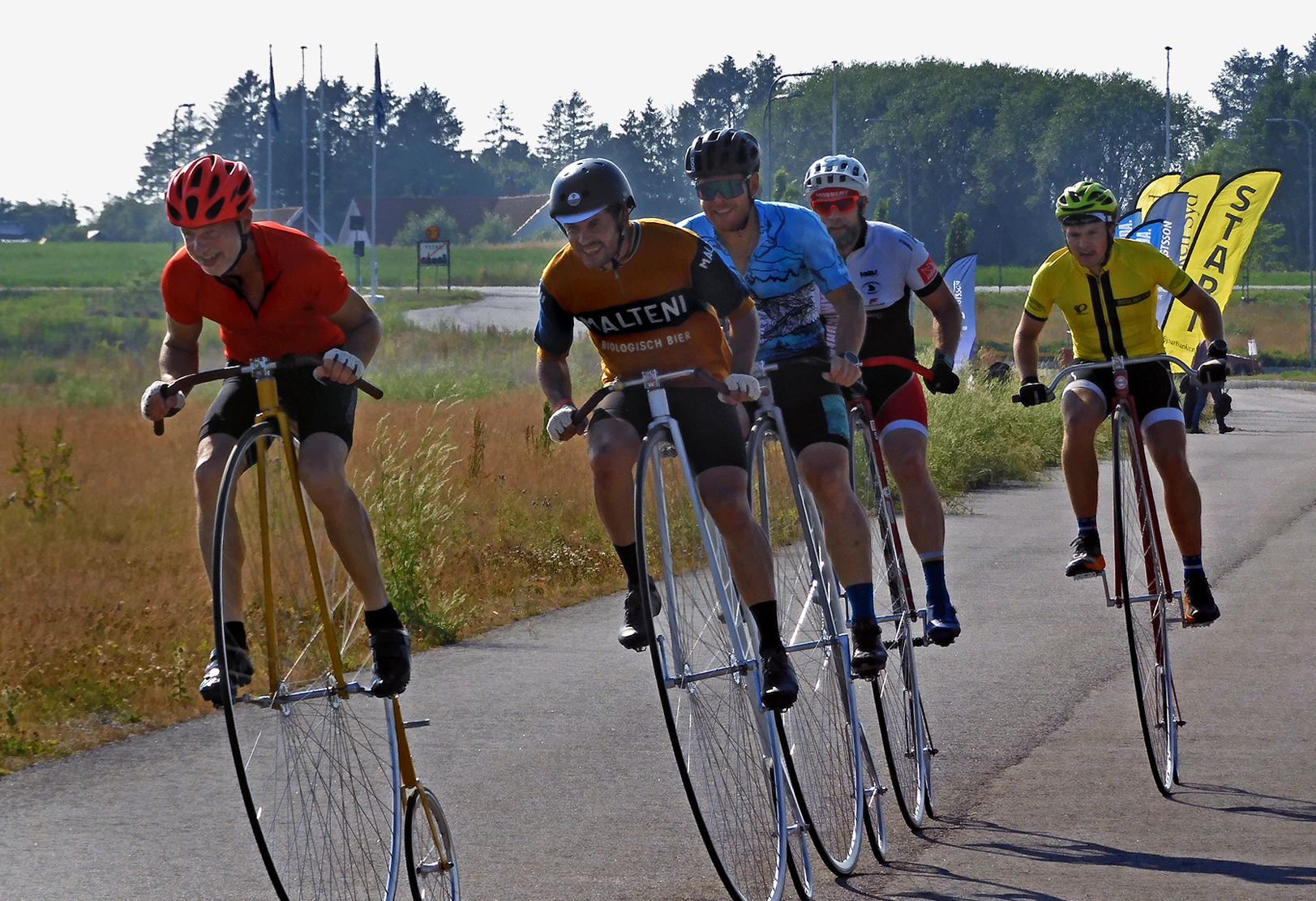
Hochradrennen in Ystad 2021.

### Hohes Sicherheitsrad
Das Ordinary oder gewöhnliche Hochrad hatte durch das große Vorderrad neben der Sturzgefahr eine schlechte Auf- und Abstiegsmöglichkeit. Schon früh wurde versucht, ein Sicherheitsrad aus dem Hochrad zu entwickeln, das letztlich auf einen reduzierten Vorderraddurchmesser hinauslief. Als erstes hohes Sicherheitsrad gilt das Xtraordinary von Singer (1878), danach erschien das Facile (1879) und schließlich das Kangaroo (1884). Die Gabeln dieser hohen Sicherheitsräder waren (von unten nach oben gesehen) nach hinten geneigt; dadurch erhielt das Hochrad erstmals einen Nachlauf und die Schwerpunktlage wurde in Richtung hinteres Rad verschoben.

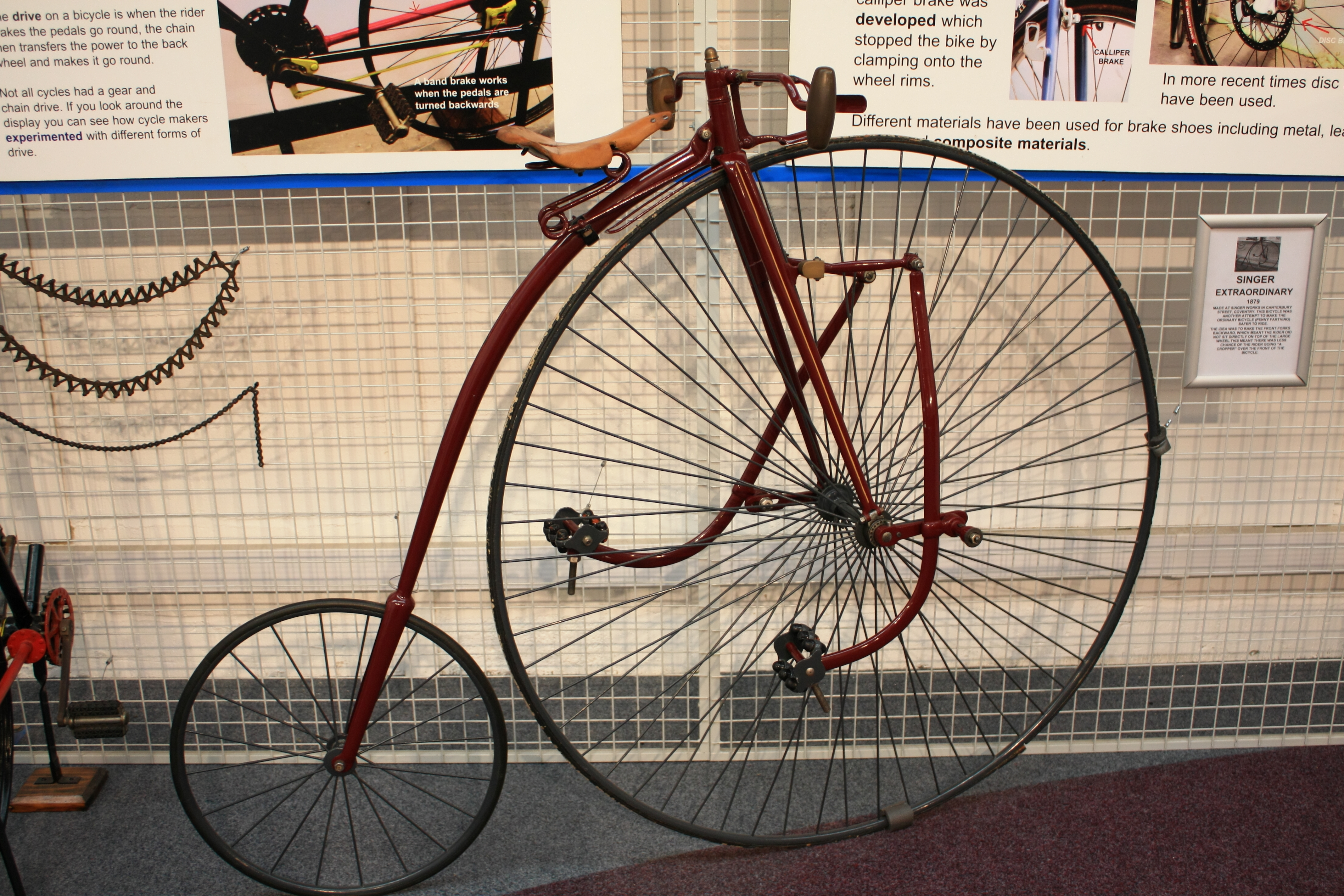
Xtraordinary (1878)
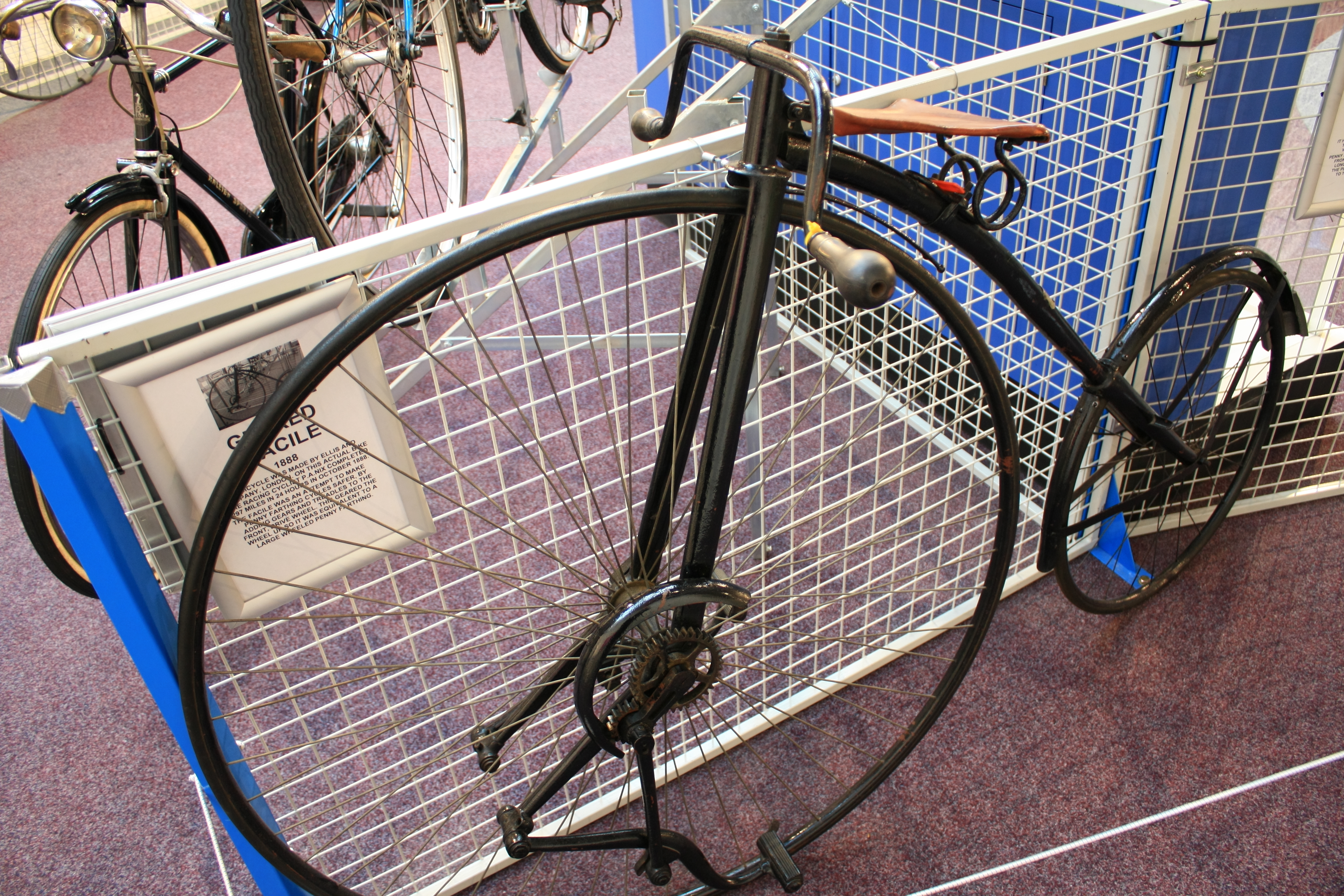
Facile (1879)
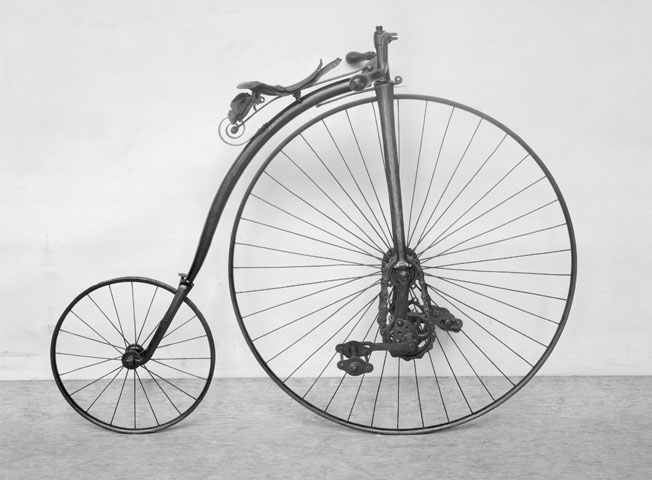
Kangaroo (1884)

## Empfohlene Radgröße zur Körpergröße
| Vorderradgröße in Zoll | Fahrergröße in Fuß/Zoll | Fahrergröße in cm (teilweise gerundet) | Beinlänge in cm |
| ---------------------- | ----------------------- | -------------------------------------- | --------------- |
| 40                     | 4 ft 8″                 | ≈ 142,2                                |                 |
| 42                     | 4 ft 9″                 | ≈ 144,8                                |                 |
| 44                     | 4 ft 10″                | ≈ 147,3                                |                 |
| 46                     | 5 ft                    | 152,4                                  |                 |
| 48                     | 5 ft 2″                 | ≈ 157,5                                | 80              |
| 50                     | 5 ft 4″                 | ≈ 162,6                                | 82              |
| 52                     | 5 ft 6″                 | ≈ 167,6                                | 84              |
| 54                     | 5 ft 8″                 | ≈ 172,7                                | 86              |
| 56                     | 5 ft 10″                | 177,8                                  | 88              |
| 58                     | 5 ft 11″                | ≈ 180,3                                | 90              |
| 60                     | 6 ft                    | ≈ 182,9                                |                 |

Stilvolle Ausfahrt im Prager Stadtteil Zbraslav
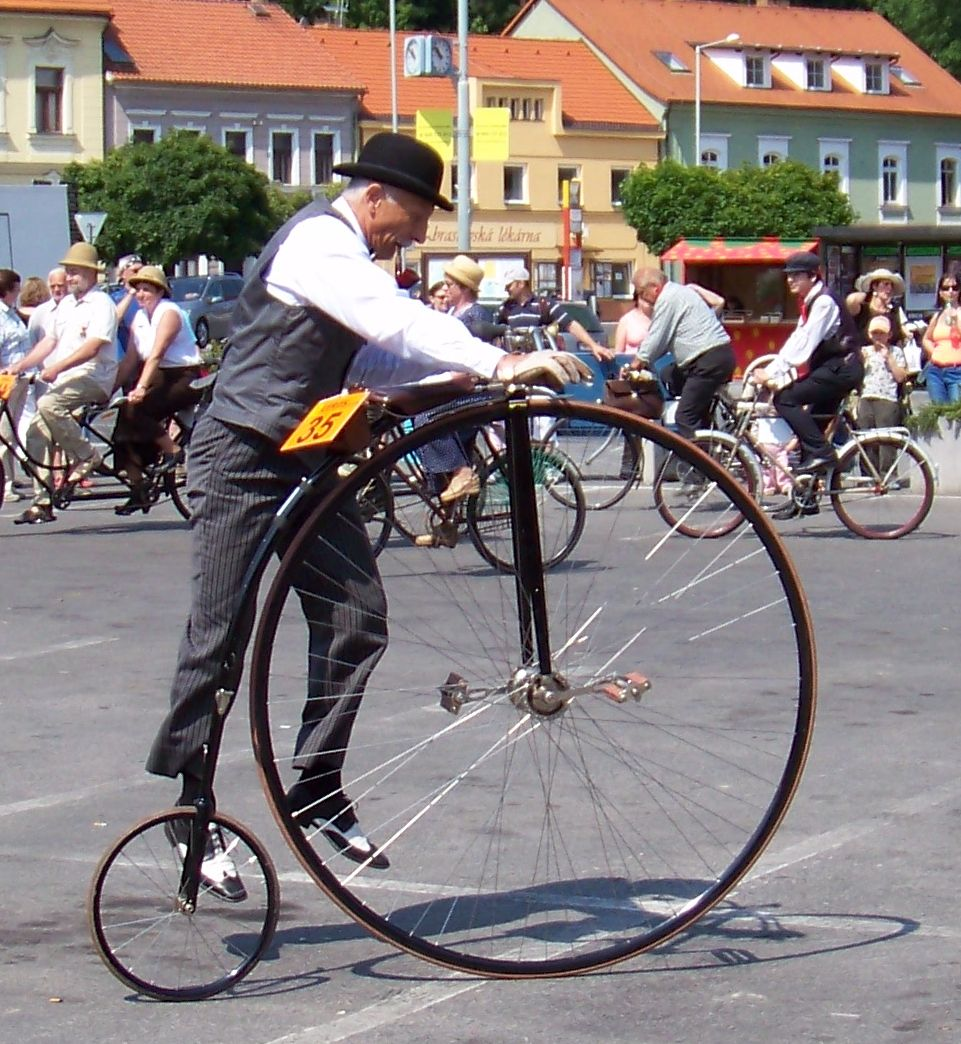
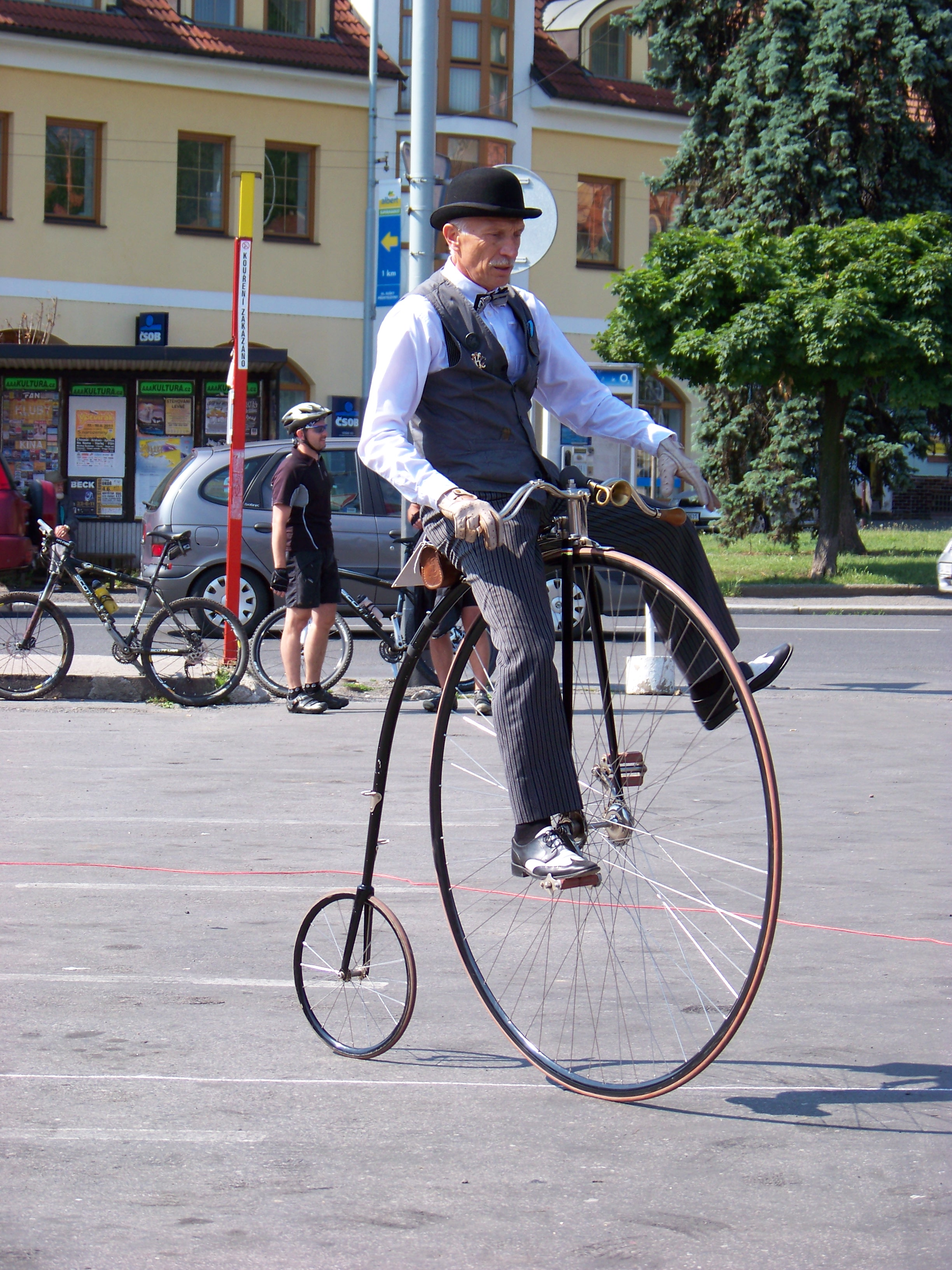
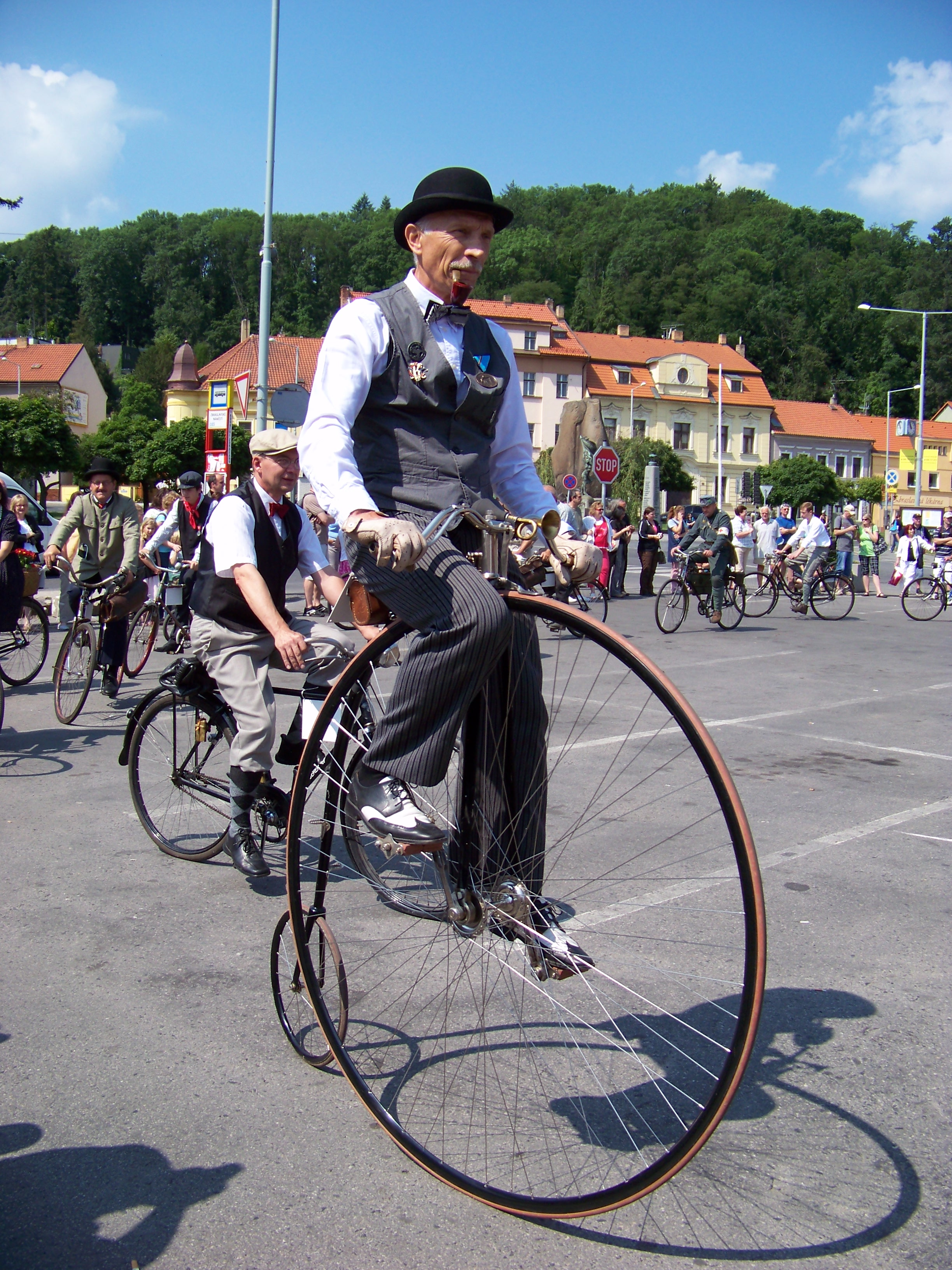
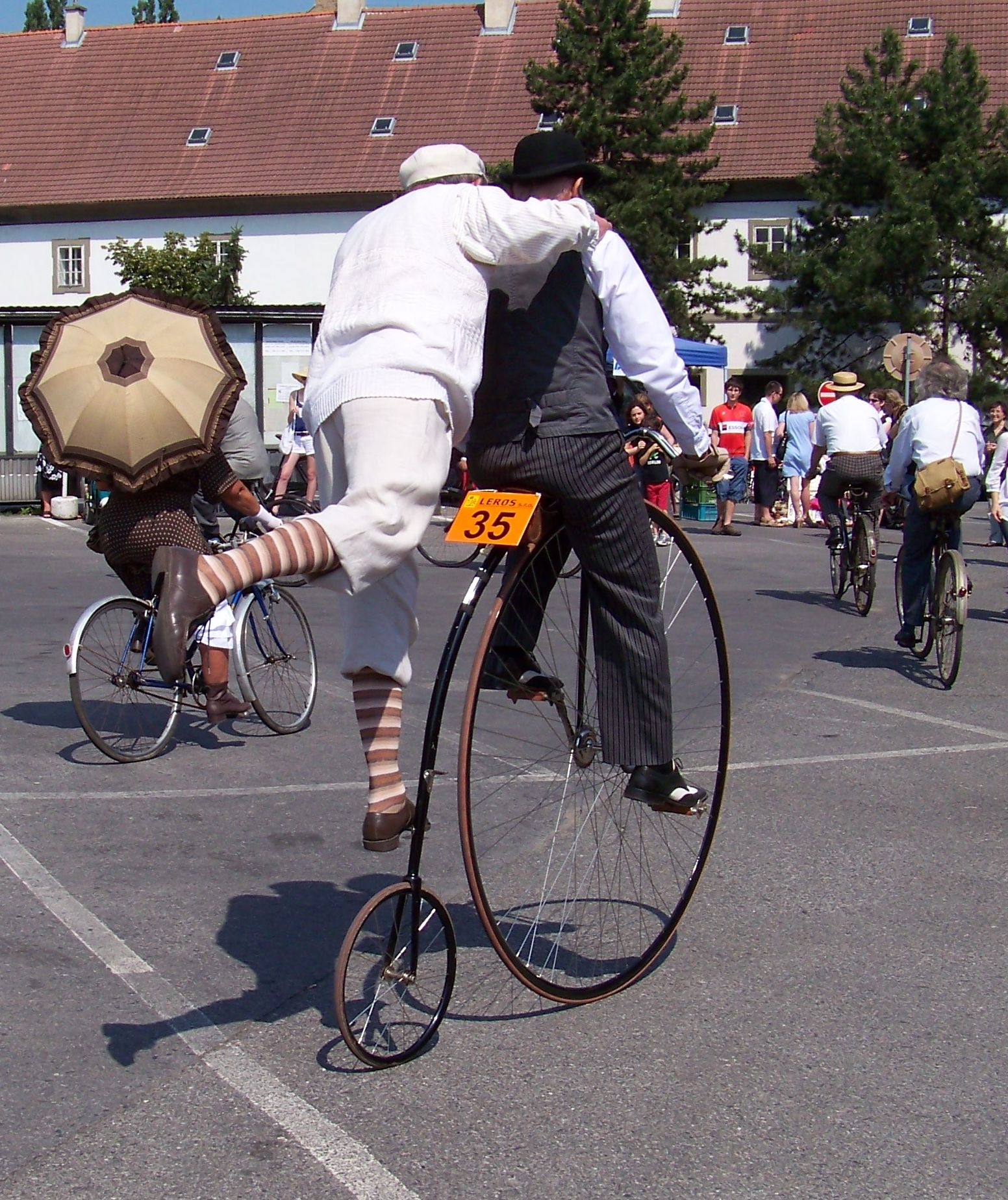

## Literarische Rezeption
Mit dem Roman Der Mann auf dem Hochrad (1984) setzte der Schriftsteller Uwe Timm dem Hochrad ein literarisches Denkmal.